# Wādī ar Rayyān
Wādī ar Rayyān är ett unikt skyddsområde i form av en sänka i Egypten.   Den ligger i guvernementet Faijum, i den centrala delen av landet, 65 km sydväst om staden Faijum, 130 km sydväst om huvudstaden Kairo. Sänkan har använts som uppdämda sjöar för bevattningsreservoarer av två Wadi El Rayan sjöar. Reservoaren består i en 50,90 km2 övre sjö samt en 62,00 km2 lägre sjö med vattenfall emellan. Bland områdets vattenkällor finns tre mineralkällor vid den södra delen av den lägre sjön samt omfattande mobila sanddyner. Wadi El Rayan vattenfall anses som de största i Egypten.
I syd och sydost om källorna finns lämningar av marina fossiler.
I nordväst ligger Wadi al-Hitan, ett skyddsområde bestående av fossiler av utdöda valar.